# Metti, una sera a cena
Metti, una sera a cena es una película italiana de 1969 dirigida por Giuseppe Patroni Griffi y protagonizada por Jean-Louis Trintignant, Lino Capolicchio y Tony Musante. Participó en el Festival de Cine de Cannes de 1969. La música fue compuesta por Ennio Morricone.

## Sinopsis
Michel (Jean-Louis Trintignant) es un dramaturgo burgués de éxito que fantasea con un romance entre su bella esposa, Nina (Florinda Bolkan), y su mejor amigo, Max (Tony Musante), un actor bisexual. Sin que él lo sepa, ambos son amantes desde hace años, aunque Max está realmente enamorado de Michel. Mientras Nina está ocupada con Max, Michel tiene un romance con una mujer rica y soltera (Annie Girardot). Los cuatro se reúnen regularmente para cenar en casa de Michel y Nina, donde se entregan a una conversación aburrida.
Como diversión, Max sugiere a Nina que añadan un tercer elemento a sus juegos de alcoba: Ric (Lino Capolicchio), el novio anarquista de Max que vive en un lujoso sótano y se vende a hombres y mujeres. Al cabo de un tiempo, Ric se enamora de Nina y acaba intentando suicidarse por ella. Nina descubre a Ric a tiempo para salvarlo y decide dejar a Michel para vivir con Ric. Pero pronto su relación se marchita y Nina vuelve con su marido. Es entonces cuando Michel decide invitar a Ric al círculo, ya que siguen reuniéndose en las cenas y llevando a cabo sus juegos de amor y seducción.

## Reparto
- Jean-Louis Trintignant es Michel
- Lino Capolicchio es Ric
- Tony Musante es Max
- Florinda Bolkan es Nina
- Annie Girardot es Giovanna